# Ололаи
Ололаи (итал. Ollolai) је насеље у Италији у округу Нуоро, региону Сардинија.
Према процени из 2011. у насељу је живело 1354 становника. Насеље се налази на надморској висини од 942 м.

## Становништво
Према резултатима пописа становништва 2011. у општини је живело 1.373 становника.
| 1931. | 1936. | 1951. | 1961. | 1971. | 1981. | 1991. | 2001. | 2011. |
| ----- | ----- | ----- | ----- | ----- | ----- | ----- | ----- | ----- |
| 1.844 | 1.863 | 2.087 | 2.283 | 2.124 | 2.013 | 1.800 | 1.579 | 1.373 |